# Hotrod Frankie
Hotrod Frankie jest to szwedzki zespół wykonujący muzykę psychobilly. Założycielami projektu są członkowie grupy Ultima Thule. Hotrod Frankie wydał w sierpniu 2006 roku debiutancki album My Father Was a Madman. 

## Członkowie
- Jan „Janne” Thörnblom - śpiew, gitara (kompozytor)
- Niklas Adolfsson - gitara
- Thomas Krohn - gitara basowa i kontrabas
- Ulf Hansen - perkusja

## Dyskografia
- 2006 - My Father Was a Madman
- 2008 - Lost in Lynchland
- 2013 - God, Gasoline & Me